# Stenderup Kirke (Billund Kommune)
 For alternative betydninger, se Stenderup Kirke. (Se også artikler, som begynder med Stenderup Kirke)
Stenderup Kirke ligger i landsbyen Stenderup ca. 17 km V for Billund (Region Syddanmark).

## Eksterne kilder og henvisninger
- Stenderup Kirke hos KortTilKirken.dk
- Stenderup Kirke i bogværket Danmarks Kirker (udg. af Nationalmuseet)

- Wikimedia Commons har flere filer relateret til Stenderup Kirke (Billund Kommune)